# The Swingin' Blue Jeans
The Swingin' Blue Jeans est un groupe britannique de rock, originaire de Liverpool, populaire dans les années 1960.

## Historique
Le groupe était formé à l'origine de Ray Ennis au chant et à la guitare,  de Ralph Ellis également au chant et à la guitare, de Les Braid  à la guitare basse et de Norman Kuhlke à la batterie.
Leurs plus grands succès sont Hippy Hippy Shake (1963), la reprise du titre Good Golly Miss Molly popularisé par Little Richard et le titre You're No Good en 1964.

## Discographie

### Singles
- It's Too Late Now / Think of Me (HMV POP 1170, 1963)
- Hippy Hippy Shake / Now I Must Go (HMV POP 1242, Décembre 1963)
- Good Golly Miss Molly / Shaking Feeling (HMV POP 1273, Mars 1964)
- You're No Good / Don't You Worry About Me (HMV POP 1304, Mai 1964)
- Don't Make Me Over / What Can I Do Today (HMV POP 1501, Janvier 1966)
- Tremblin' / Something's Coming Along (avec Kiki Dee, Madeline Bell)

### Albums
- Hippy Hippy Shake (1964)
- Blue Jeans a' Swinging (1964)